# Quei due sopra il varano
Quei due sopra il varano è una sitcom italiana trasmessa su Canale 5 nel biennio 1996-1997, al venerdì in seconda serata dopo Paperissima.
Essa segna il debutto di Antonio Ricci nella scrittura di una serie TV, insieme a Max Greggio, Gennaro Ventimiglia e Lorenzo Beccati (voce del Gabibbo). Protagonista è l'allora coppia di Striscia la notizia Lello Arena ed Enzo Iacchetti.
Alla serie hanno partecipato in qualità di guest star personaggi come Pamela Prati, Carlo Croccolo, Riccardo Garrone, Gisella Sofio, Emilio Fede, Paolo Brosio, Maurizio Mattioli, Carlo Reali e, in prestito dalla stessa Striscia la notizia, Gero Caldarelli (animatore dello stesso pupazzo rosso) e Dario Ballantini.

## Trama
Lello, agente dello spettacolo di scarso successo, si ritrova tra le mani i destini professionali di Enzo. Quest'ultimo vive a casa degli zii (che non sono mai presenti) ed è fidanzato con Nora (Eleonora Cajafa), il cui padre (Remo Remotti) è proprietario del negozio di animali "Non Solo Varano - Animali esotici e non" che si trova sotto l'appartamento di Enzo.
Gli episodi della sitcom raccontano le vicissitudini della strana coppia tra incomprensioni e gag comiche, ed è anche un omaggio a tutto quel sottosuolo dello showbiz che si agita per emergere.

## Episodi
1. I conti tornano, la contessa no
2. Baciotti Forever
3. Parrocchia tour
4. Un compleanno speciale
5. Salotto show
6. Arriva la madama
7. Un fachiro stupefacente